# Ones All
Ones All est un album de Dave Holland.

## Description
Ones All est le deuxième album que Dave Holland enregistre seul à la contrebasse après Emerald Tears en 1977. Le bassiste interprète surtout ses propres compositions mais aussi quelques incontournables du jazz comme God Bless The Child, le Goodbye Pork Pie Hat de Mingus ou encore le Mr. P.C. de Coltrane.

## Titres
Sauf indication, tous les titres sont composés par Dave Holland
1. Homecoming (4:48)
2. Three Step Dance (Moore) (5:00)
3. Pork Pie Hat (Mingus) (6:32)
4. Jumpin’ In (4:23)
5. Reminiscence (3:22)
6. Mr. P.C. (Coltrane) (4:53)
7. Little Girl, I’ll Miss You (Green) (6:55)
8. Cashel (5:58)
9. Blues For C.M (5:26)
10. Pass It On (5:17)
11. God Bless The Child (Holiday & Herzog Jr.) (4:36)

## Musiciens
- Dave Holland – Contrebasse